# Portada/article abril 4

## Bombardejos atòmics d'Hiroshima i Nagasaki
Els bombardejos atòmics d'Hiroshima i Nagasaki van tenir lloc el 6 i el 9 d'agost de 1945, efectuats pels Estats Units segons l'ordre del president Harry S. Truman, després que els dirigents japonesos ignoraren la Declaració de Potsdam. El bombardeig atòmic va estar precedit per un període de sis mesos d'intens bombardeig estratègic amb bombes convencionals sobre 67 ciutats japoneses. La Segona Guerra Mundial va acabar oficialment gairebé un mes més tard amb la signatura de l'acta de capitulació del Japó portada a terme el 2 de setembre de 1945.
El nombre de morts és difícil de precisar i només se n'han pogut fer estimacions. El Departament d'Energia dels Estats Units (DOE) avançà la xifra de 70.000 persones a Hiroshima i de 40.000 persones a Nagasaki que van morir instantàniament.